# 帕特里克·利普斯基
帕特里克·利普斯基（波蘭語：Patryk Lipski，1994年6月12日—）是波蘭的一位足球運動員。他現在效力於波蘭足球甲級聯賽球隊羅切霍茹夫，在場上的位置是中場。他也代表波蘭U21國家隊參賽，並參加了2017年歐洲U21足球錦標賽。

## 外部連結
- Soccerway資料庫：帕特里克·利普斯基
- 90minut.pl网站上帕特里克·利普斯基的资料（波兰語）